# Acanthoderes hondurae
Acanthoderes hondurae is een keversoort uit de familie van de boktorren (Cerambycidae). De wetenschappelijke naam van de soort werd voor het eerst geldig gepubliceerd in 2002 door Chemsak & Hovore.

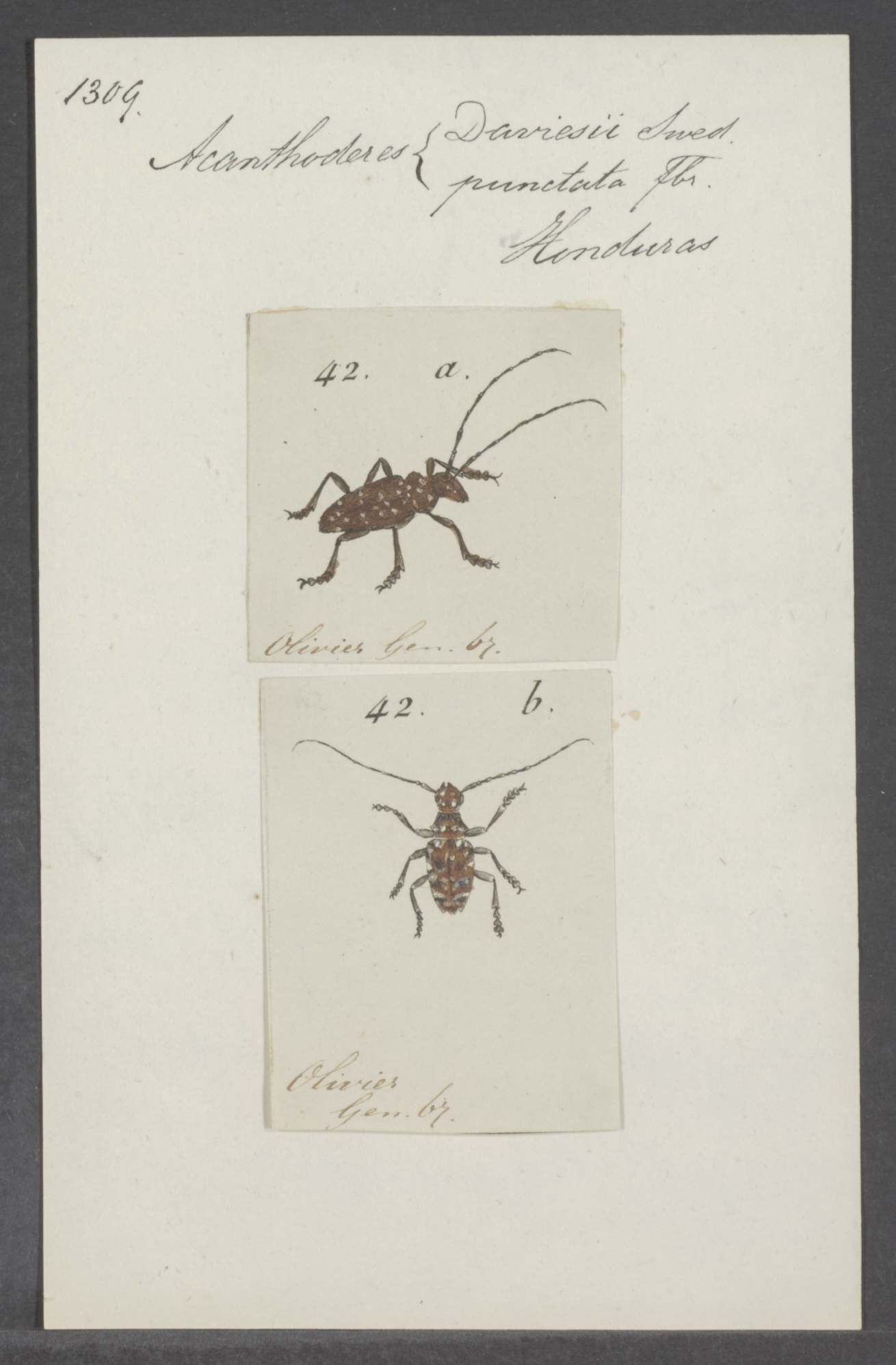
Acanthoderes hondurae in de [http://dpc.uba.uva.nl/inventarissen/ubainv274 Iconographia Zoologica